# 希爾斯伯勒 (北卡羅萊納州)
希爾斯伯勒（英語：Hillsborough）是一個位於美國北卡羅萊納州奧蘭治縣的城鎮。同時該地也是奧蘭治縣的縣治。

## 人口
根據2020年美國人口普查的數據，希爾斯伯勒的面積為14.67平方千米，當中陸地面積為14.49平方千米，而水域面積為0.18平方千米。當地共有人口9660人，而人口密度為每平方千米658人。